# Кинеске речце
У класичној кинеској филологији, речи су подељени у две групе: shízì (實字 бук. „чврста реч“) и xūzì (虛字 бук. „празна реч“). Прва група укључује оно шта модерни лингвисти називају глаголима, именицама, и придевима, док у другу групу спада оно шта модерни лингвисти називају граматичким речцама. Мишљења се разликују у коју категорију спадају заменице и прилози. Кинеске речце су такође познате и као yǔzhù (語助), zhùzì (助字), zhùcí (助詞/助辭), yǔcí (語辭) или просто cí (辭).

## Функције
Функција кинеске речце зависи од положаја у реченици, и контекста. Знак за кинеску речцу се користи само фонетички па иста речца може бити назначена различитим карактерима. На пример, qí/jī (其, који је првобитно представљао реч jī „кош за одвајање кукоља од пшенице“, сада представља карактер 箕), честа речца у класичном кинеском, између осталог има следеће значење:
| речца (знак) | функција                                            | пример                                                                                         |
| qí/jī 其     | присвојни придев трећег лица : његов/њен/свој/њихов | 工欲善其事，必先利其器。 (идиом) Без алата нема заната.                                        |
| qí/jī 其     | показни придев: то/оно                              | 以其人之道，還治其人之身。 Казни ту особу (некога) његовим сопственим триковима.               |
| qí/jī 其     | суфикс пре придева или глагола                      | 北風其涼，雨雪其雱。 Северни ветар је хладан, снег пада тешко.                                 |
| qí/jī 其     | за изражавање сумње, несигурности                   | 吾其還也。Боље да идем. 君其問諸水濱。 Бојим се да мораш да одеш на обалу реке да се распиташ. |
| qí/jī 其     | за изражавање наде, наредбе                         | 吾子其無廢先君之功！ Дечко, немој да упропашћаваш достигнуће свог оца!                         |
| qí/jī 其     | за стварање реторичког питања                       | 欲加之罪，其無辭乎？ Како не бисмо пронашли речи, када желимо да оптужимо некога?              |

У савременом кинеском језику, важна функција речце је да прикаже граматички вид. Речца le (了) се користи за завршене акције, на пример: Tā zŏu le (他走了 „он је отишао“); и речца zhe 着 користи се за настављајуће акције, на пример, Tā shuìzhejiào shí yǒurén qiāomén (他睡着觉时有人敲门 „Неко је покуцао док је спавао“). (Обе речце су проглашене у неутралном тону.)

## Студија
Прва књига посвећена кинеским речцама је Помоћ говору (語助) Лу Јивеиа (盧以緯) из династије Јуан. Након тога је настало још важних дела која се односе на речце, укључујући Неке напомене помоћне речи 助字辨略) Лиу Ћиа (劉淇) и Објашњења о члановима Пронађено у Класици (經傳釋詞) Венг Јинџиа (王引之) оба објављена у Ћинг династији. Ови радови се фокусирају на речце нађене у конфучијским класицима, и дају мало пажње речцама коришћеним у домаћој књижевности.